# Aurora Grande
Aurora Grande es una localidad del municipio de Chilón ubicado en la región Tulijá Tseltal-Chol del estado mexicano de Chiapas.

## Geografía
La localidad se ubica a 9.5 kilómetros (en dirección oeste) de la localidad de Chilón, la cabecera y lugar más poblado del municipio. Se sitúa en las coordenadas geográficas 17°08′00″N 92°21′20″O / 17.133333, -92.355556, a una elevación de 940 metros sobre el nivel del mar.

## Demografía
Según el Conteo de Población y Vivienda 2020, efectuado por el Instituto Nacional de Estadística y Geografía, la localidad de Aurora Grande tiene 1,161 habitantes, de los cuales 567 son del sexo masculino y 594 del sexo femenino. Su tasa de fecundidad es de 2.65 hijos por mujer y tiene 220 viviendas particulares habitadas.
| Gráfica de evolución demográfica de Aurora Grande entre 1970 y 2020 |
|                                                                     |
| INEGI.                                                              |